# ローレンス・ホルト
ローレンス・ホルト(Lawrence Durning Holt、1882年11月17日 - 1961年)は、海運会社ブルーフンネル・ラインの関係者で、著名な教育者クルト・ハーンと共に1941年、アウトワード・バウンドの共同創設者となった。ヒートコート(1971年)によれば、「5年間の間、彼は学校の負債をすべて肩代わりし、教員スタッフと経理を支え続けた。時の経過につれ、アウトワード・バウンドスクールの発展が軌道に乗ってきた頃、アウトワード・バウンドトラストは確実なその仕事を続けていくことができるようになったのである。」 (p. 6).

## 生涯
エヴリン・ジャックスと結婚。3人の息子と1人の娘がある。